# مخفيات الرقبة
مخفيات الرقبة (الاسم العلمي: Cryptodira) هي رتيبة من الزواحف تتبع رتبة السلاحف.

## التصنيف
- السلاحف البرية وأشباهها
  - السلاحف البرية